# Nothing Like This
Nothing Like This è il settimo album in studio del gruppo country statunitense Rascal Flatts, pubblicato nel 2010.

## Tracce
1. Why Wait – 3:45
2. Easy (con Natasha Bedingfield) – 3:38
3. Sunday Afternoon – 3:51
4. Play – 3:44
5. Nothing Like This – 3:55
6. All Night to Get There – 3:21
7. Red Camaro – 3:46
8. They Try – 4:15
9. Summer Young – 4:12
10. Tonight Tonight – 3:42
11. I Won't Let Go – 3:46

## Formazione
- Gary LeVox - voce
- Jay DeMarcus - basso, cori, tastiera
- Joe Don Rooney - chitarra, cori